# Hruškasta prašničarka
Hruškasta prašničarka (znanstveno ime Apioperdon pyriforme) je gliva iz rodu prašničark (Apioperdon). Prej se je imenovala hruškasta prašnica (Lycoperdon pyriforme), a je bila premaknjena v rod Apioperdon na podlagi filogenetskih in morfoloških razlik. Dokazi DNK, ki so jih zbrali mikologi, so nakazovali, da je rod Lycoperdon polifiletičen, kar pomeni, da je vseboval vrste, ki so podobne a si medsebojno niso v sorodu. Hruškasta prašničarka se bistveno razlikuje od drugih vrst v rodu, kar je vodilo do njene reklasifikacije. Njene posebnosti so prisotnost rizomorf s katerimi je pritrjena na podlago in rast na lesni podlagi.

## Značilnosti
Trosnjak je visok od 2 do 7 cm in ima premer do 3 cm. Je hruškaste oblike. Površina je hrapava, mokasta in zelo drobno bradavičasta. Na vrhu so majhni in obstojni nizki trni. Barva je od belo-oker do sivo-oker, zgornji del gobe je običajno rjavkast. Notranja ovojnica (endoperidij) je hrapava, kot pomokana, krhka, z zelo majhnimi bradavicami. Je od belo-kremne do svetlo rjave barve, pri mladih gobah z bakrenim odtenkom, pri starih pa postane papirnata. Na vrhu ima grbico, kjer se pri zrelih plodovih oblikuje luknjica, skozi katero uhajajo trosi. Sprva je luknja okrogla, kasneje ima vse bolj nazobčane robove. Goba je na podlago pritrjena z debelimi belkastimi micelijskimi rizomorfi, ki prodirajo globoko v substrat.

## Razširjenost in življenjski prostor
Z izjemo Antarktike in Afrike je pogosta na vseh celinah.
Raste kot gniloživka na odmrlem lesu tako iglavcev kot listavcev, na podrtih drevesnih deblih in štorih. Včasih navidezno na tleh, v resnici pa na zakopanem lesu. Običajno raste v velikih, gostih skupinah. Najdemo jo lahko od junija do oktobra.

## Mikroskopske značilnosti
Trosni prah je rumeno rjav. Trosi so kroglasti, gladki in merijo 3–4 μm. Pogosto imajo kratko sterigmo s katero je bil tros pritrjen na nosilec (bazidij). V notranjosti imajo sijočo kapljico.

## Podobne vrste
- betičasta prašnica (Lycoperdon perlatum) nima rizomorf v dnišču in ne raste na lesni podlagi
- navadna trdokožnica (Scleroderma citrinum) je okroglaste oblike in raste na tleh

## Uporabnost
Neužitna zaradi žilavosti.